# Großmugl
Großmugl je městys v Rakousku ve spolkové zemi Dolní Rakousy v okrese Korneuburg.

## Geografie

### Geografická poloha
Großmugl se nachází ve spolkové zemi Dolní Rakousy v regionu Weinviertel. Leží přibližně 18 km severozápadně od okresního města Korneuburg. Rozloha území městyse činí 64,47 km², z nichž 30 % je zalesněných.

### Části obce
Území městyse Großmugl se skládá z deseti částí (v závorce uveden počet obyvatel k 1. 1. 2015):
- Füllersdorf (114)
- Geitzendorf (103)
- Glaswein (4)
- Großmugl (505)
- Herzogbirbaum (272)
- Nursch (123)
- Ottendorf (79)
- Ringendorf (128)
- Roseldorf (144)
- Steinabrunn (107)

### Sousední obce
- na severu: Hollabrunn
- na východu: Ernstbrunn
- na jihu: Niederhollabrunn, Sierndorf
- na západu: Göllersdorf

## Politika

### Obecní zastupitelstvo
Obecní zastupitelstvo se skládá z 19 členů. Od komunálních voleb v roce 2015 zastávají následující strany tyto mandáty:
- 14 ÖVP
- 5 Unabhängige Bürgerliste

### Starosta
Nynějším starostou městyse Großmugl je Karl Lehner ze strany ÖVP.

## Galerie

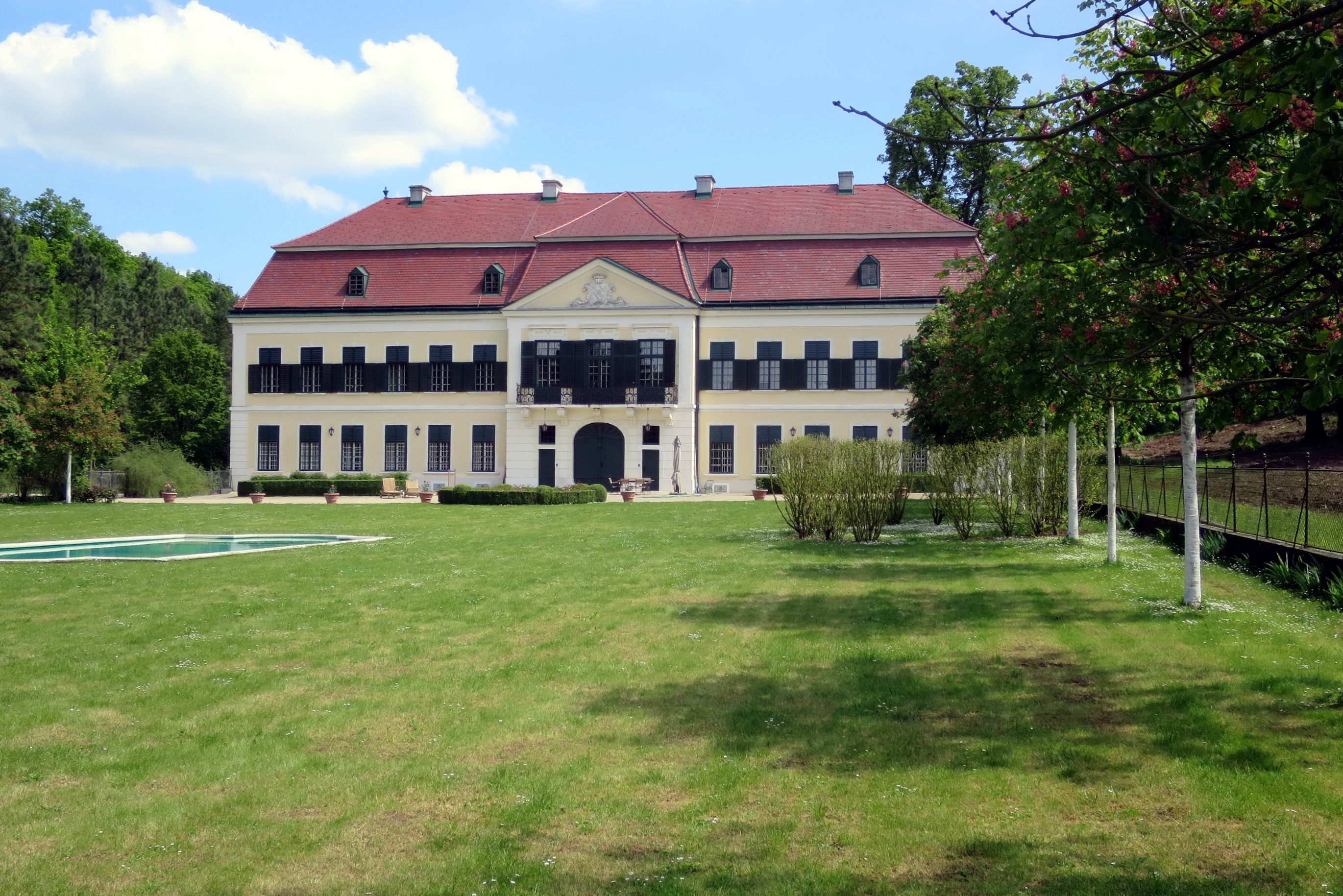
Zámek Glaswein
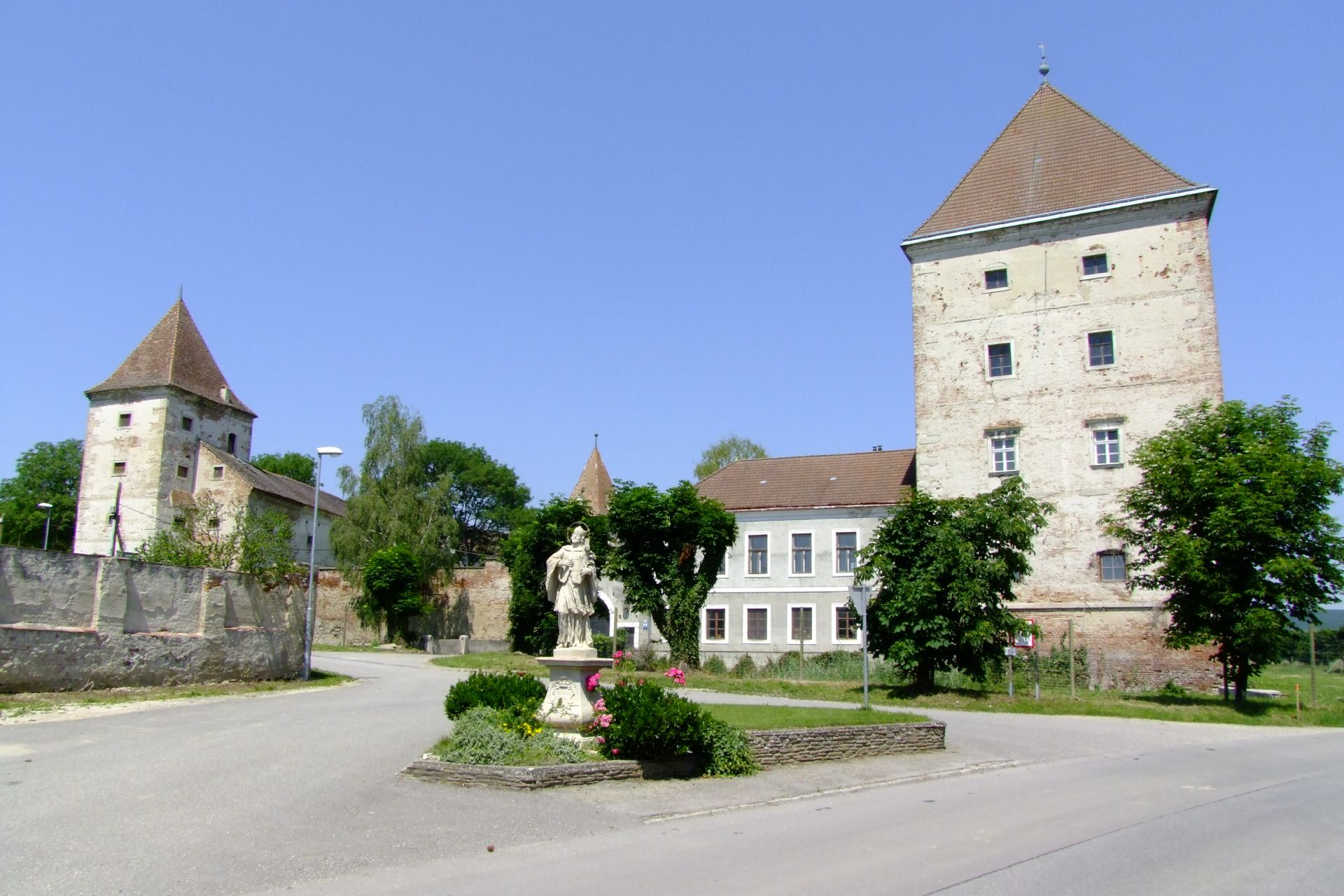
Zámek Steinabrunn
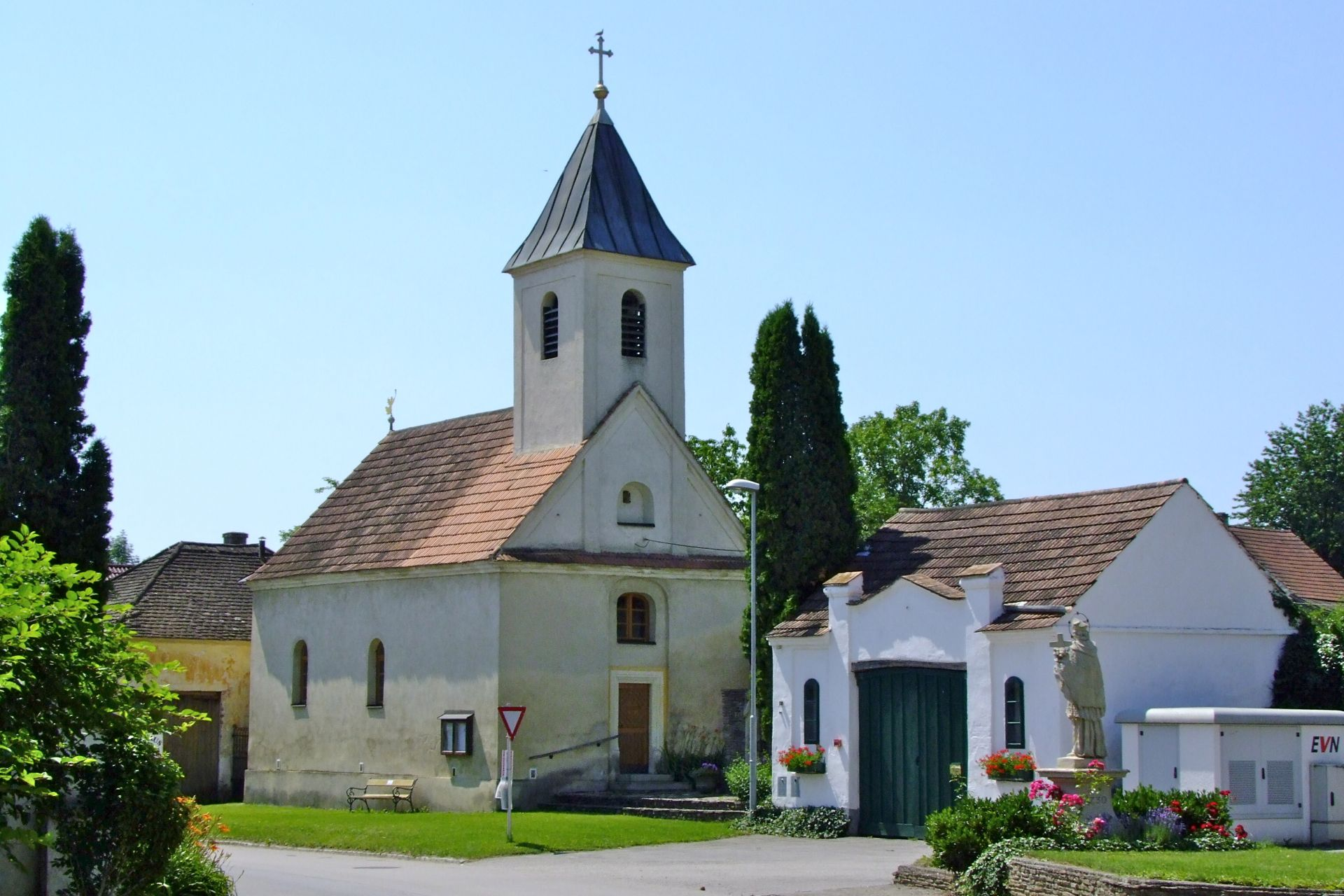
Steinabrunn
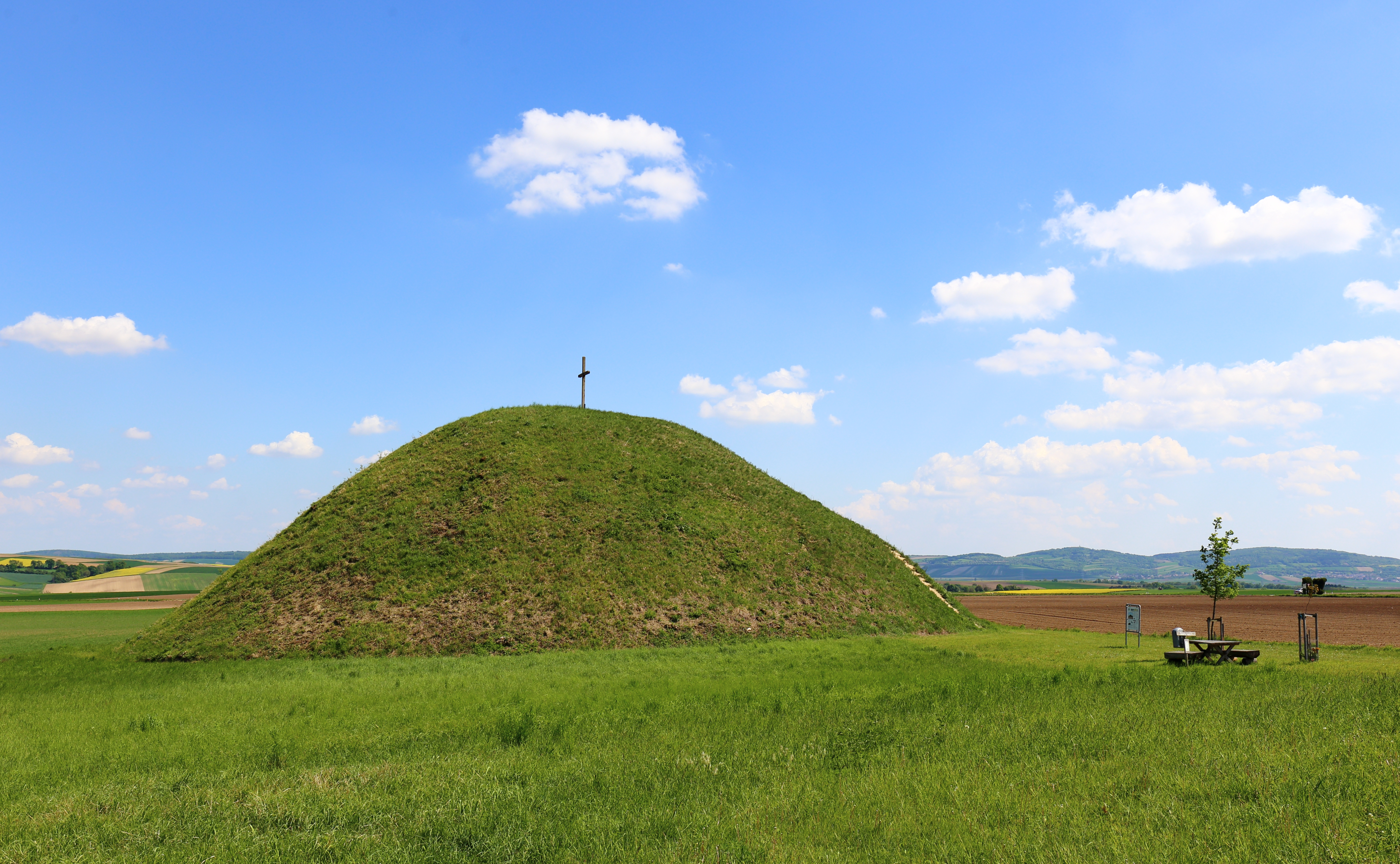
Mohyla nedaleko Großmuglu
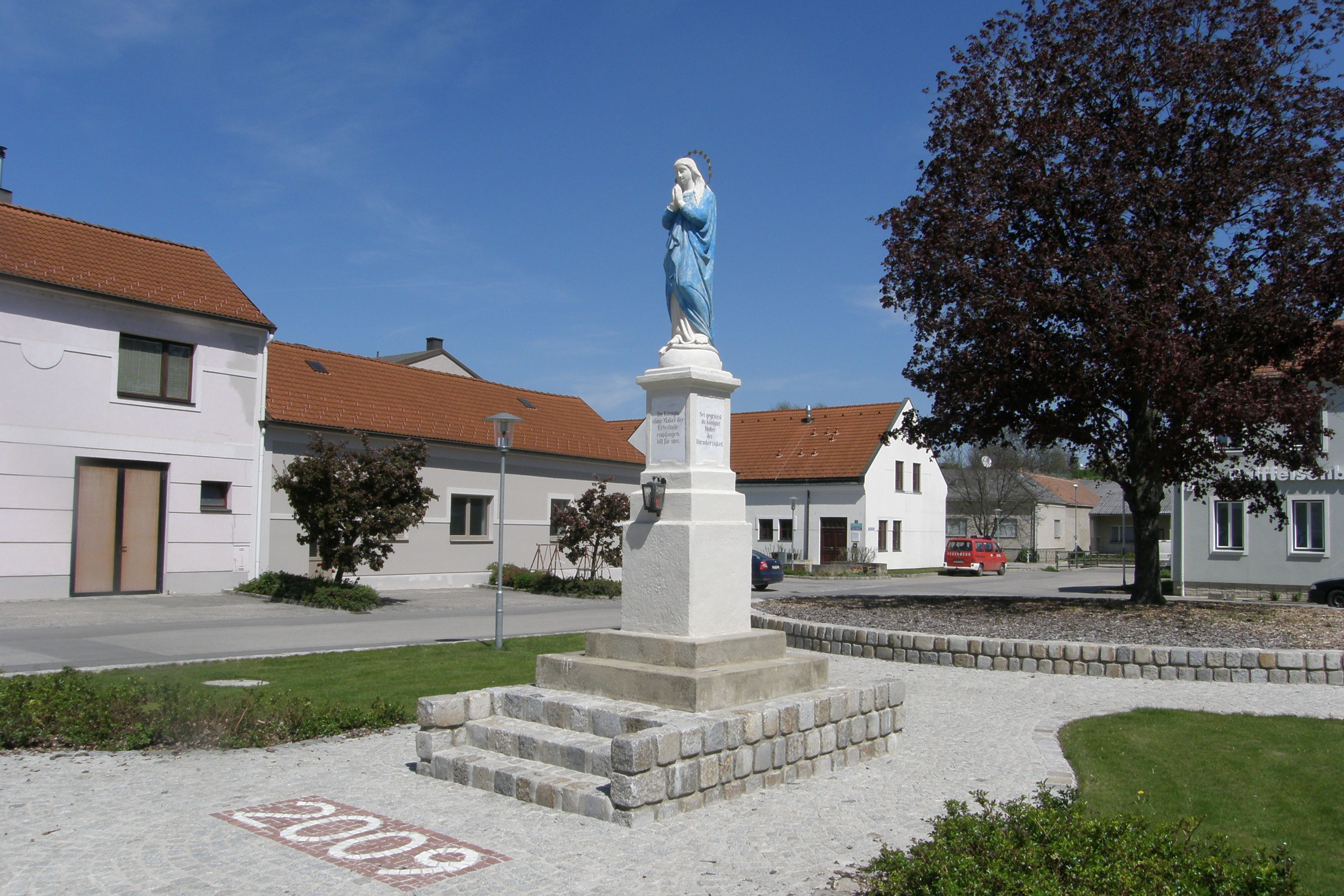
Socha Panny Marie v Großmuglu
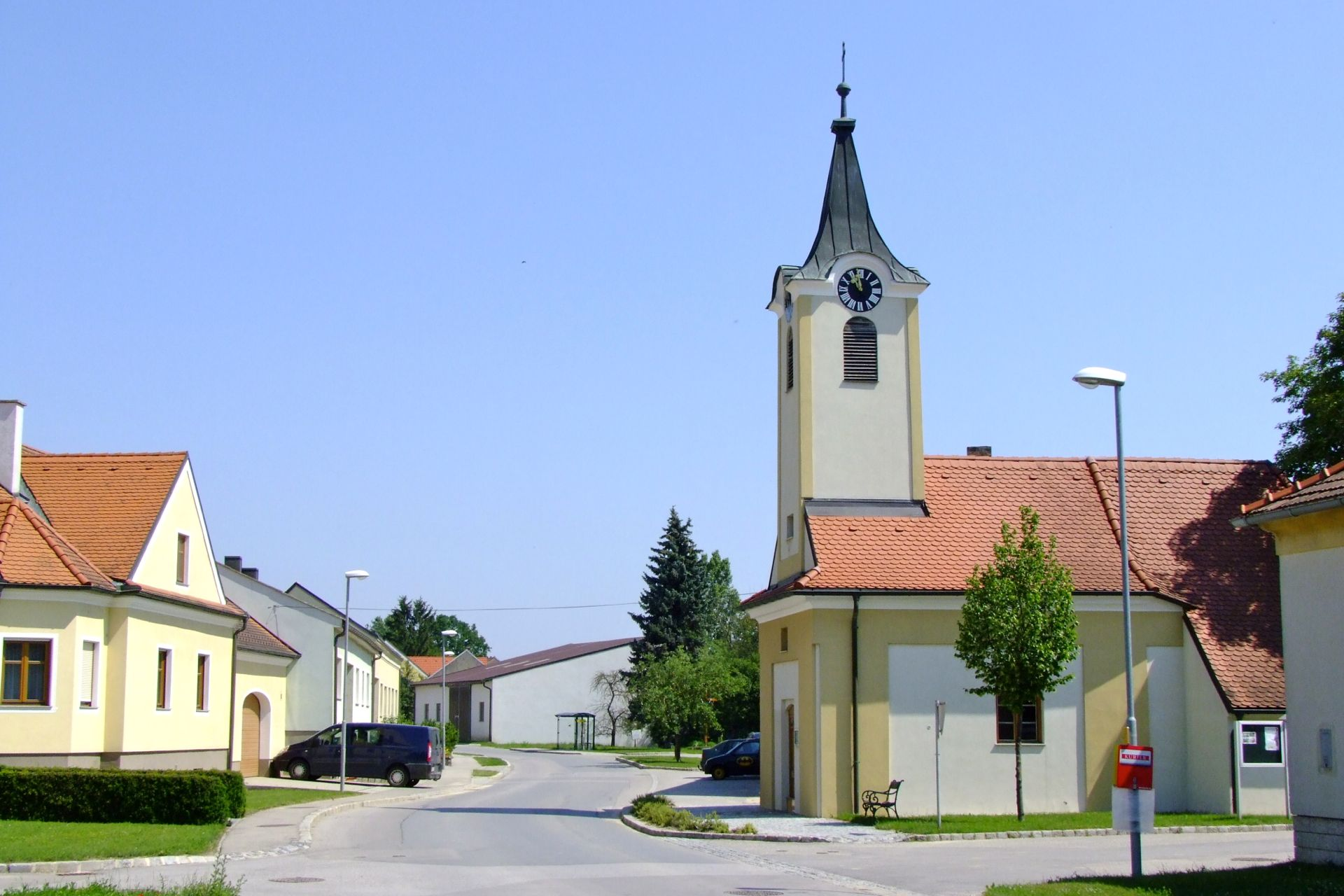
Roseldorf
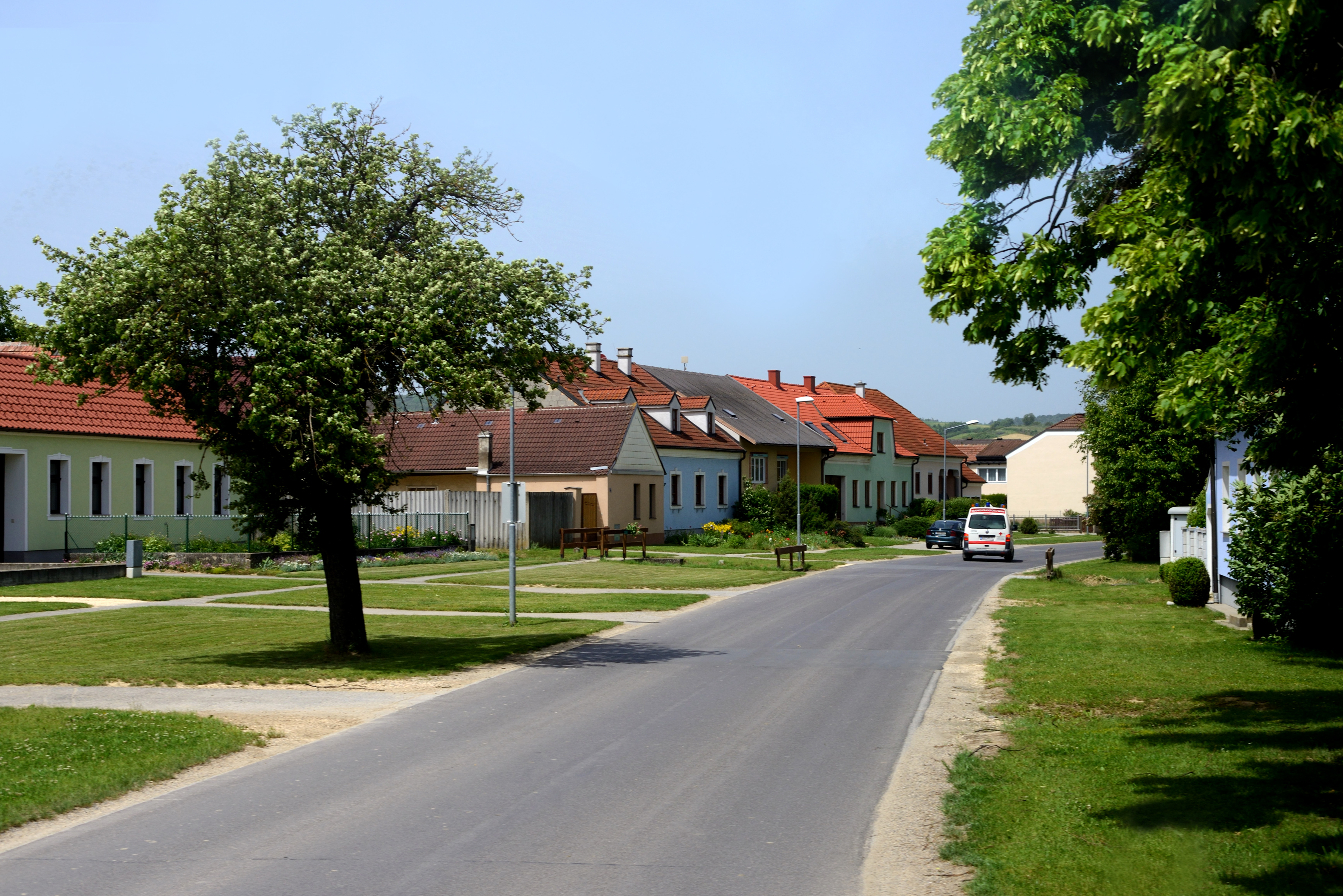
Herzogbirbaum
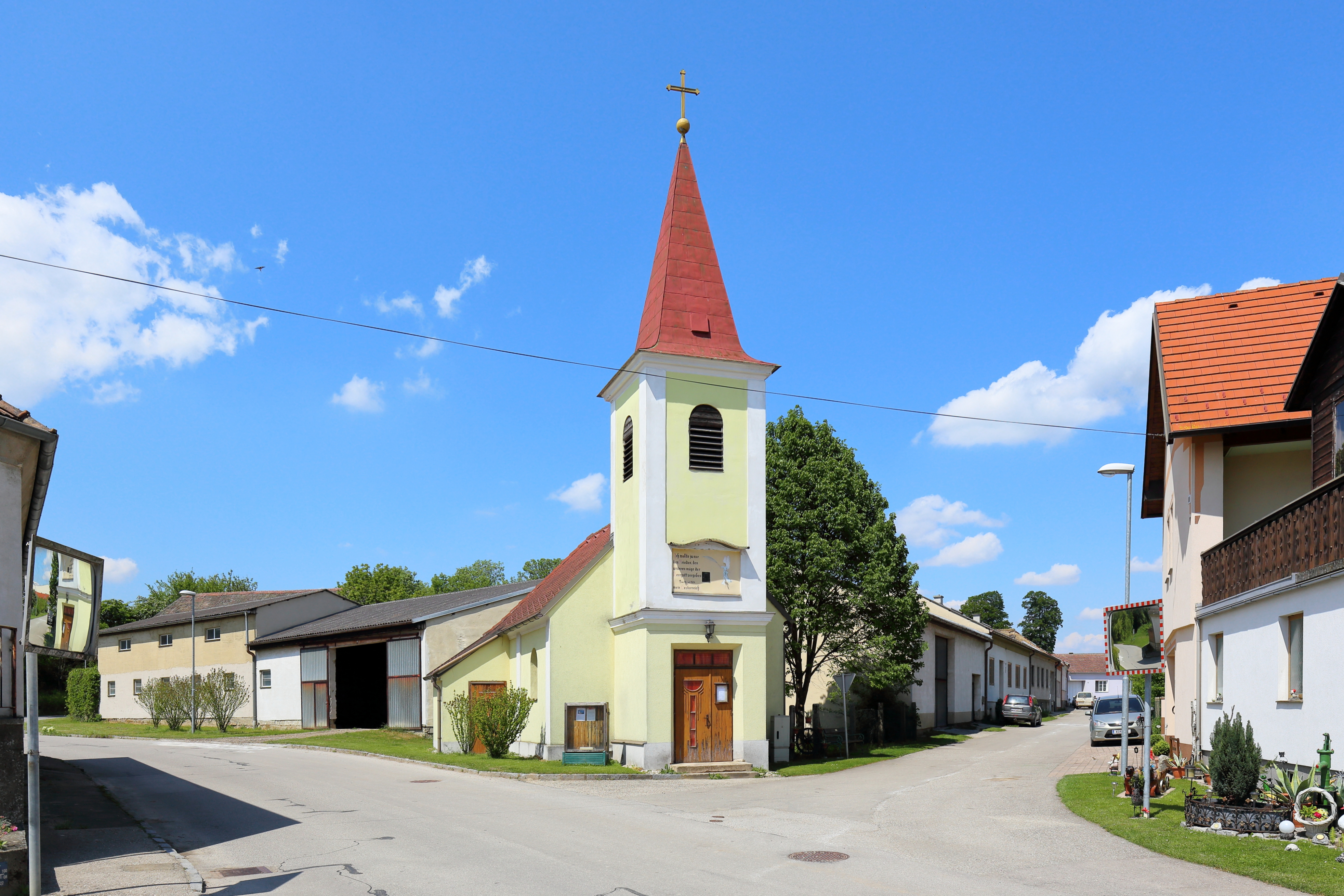
Geitzendorf